# تاتيانا كالديرون
تاتيانا كالديرون (بالإسبانية: Tatiana Calderón)‏ هي سائقة سيارة سباق كولومبية، ولدت في 10 مارس 1993 في بوغوتا في كولومبيا.

## وصلات خارجية
- الموقع الرسمي
- تاتيانا كالديرون على موقع Racing-Reference.info (الإنجليزية)
- تاتيانا كالديرون على موقع DriverDB.com (الإنجليزية)